# Flagellanti

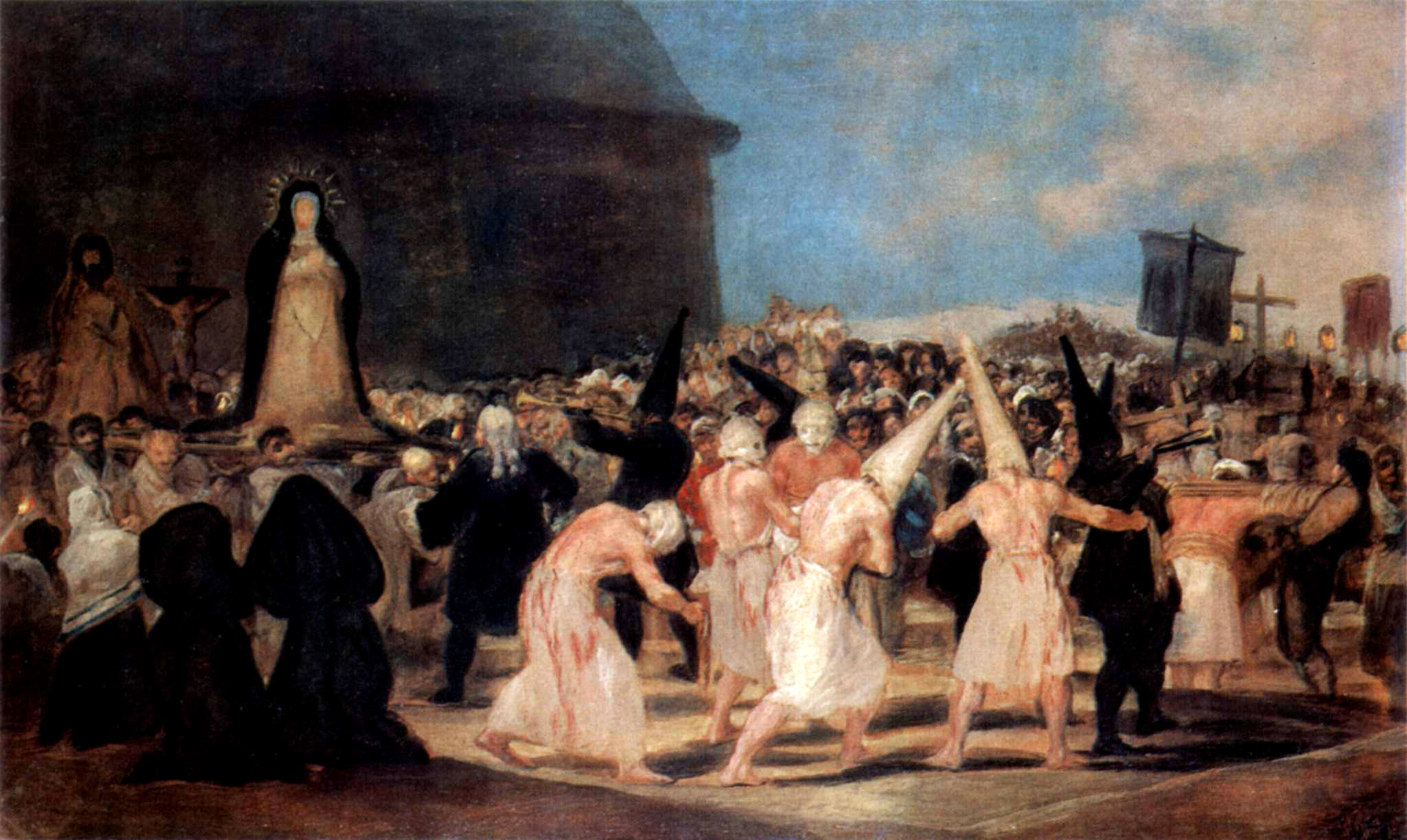
Una processione di flagellanti, di Francisco Goya (1812–1819)

I flagellanti furono un movimento cattolico costituito da varie sette religiose durante il Medioevo, rimasto attivo dal XIII al XV secolo.
Erano caratterizzati dalla pratica dell'autoflagellazione in pubblico; la flagellazione era una forma di penitenza e devozione impiegata da numerosi ordini religiosi, quali camaldolesi, cluniacensi, francescani e, meno frequentemente, domenicani. Essa serviva non solo come pratica religiosa e mortificatrice, ma anche come mezzo attraverso cui ottenere da Dio la cessazione di catastrofi, guerre o epidemie.
I primi flagellanti sorsero nell'Italia settentrionale e centrale nel 1260; dopodiché il movimento si diffuse nel resto dell'Europa. Ebbero il proprio apice verso la metà del XIV secolo, in seguito all'esplosione della peste nera.

## Origine

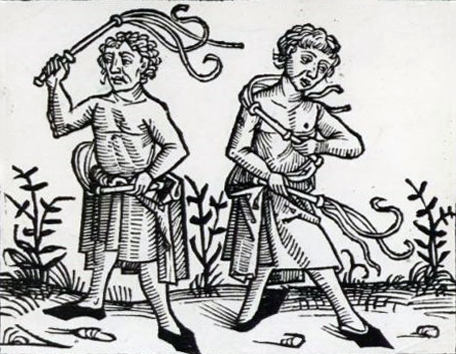
Flagellanti (xilografia, XV secolo)

L'origine del movimento dei flagellanti risale alla metà del XIII secolo in Italia centrale. A Perugia, Raniero Fasani (m. 1281), eremita francescano, influenzato dalle dottrine di Gioacchino da Fiore, fondò il primo gruppo di flagellanti, la «compagnia dei disciplinati di Cristo». Il movimento si diffuse rapidamente nell'Italia centrale e settentrionale, organizzando processioni che arrivavano a coinvolgere fino a 10.000 persone di ogni strato sociale, che attraversavano le città mentre i penitenti si percuotevano a sangue con una frusta per espiare i peccati del secolo e preparare l'avvento del regno dello spirito. I flagellanti si riunivano in compagnie, guidate da un «maestro», si lasciavano tutto alle spalle e percorrevano il paese esercitando in pubblico la propria penitenza. Il movimento attecchì anche fuori dall'Italia, in Germania, Boemia e Polonia, ma, nel 1261 venne vietato da papa Alessandro IV (1254 - 1261), anche se taluni gruppi continuarono la loro attività sino alla fine del XIII secolo.

## Durante la peste nera

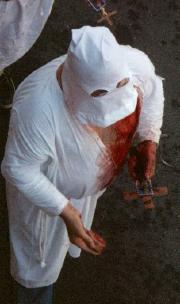
Flagellante nella processione di Guardia Sanframondi

Con lo scoppio della peste nera e la crisi di valori che ne derivò, il movimento dei flagellanti conobbe un nuovo vigore. Chi vi aderiva doveva, se voleva essere certo della salvezza eterna, farne parte per almeno 33 giorni e mezzo (numero corrispondente agli anni di Cristo). Heinrich Herford, cronachista tedesco, li rappresenta con queste parole:
Durante la peste nera il movimento si diffuse, con straordinaria rapidità ed intensità, in Italia, Francia, Svizzera, Germania, Ungheria, Boemia, Paesi Bassi. In Germania, in particolare, il movimento dei flagellanti fu spesso messo in relazione con le persecuzioni degli ebrei. La Chiesa comprese ben presto che stava perdendo il controllo sul movimento, cosicché, nel 1349, papa Clemente VI emanò una bolla che lo vietava, dichiarandolo eretico. Ciononostante i flagellanti non cessarono la loro attività, che talvolta assumeva i connotati di un'autentica rivolta millenaristica.
(Cronista medievale)
 Nella regione tedesca della Turingia, attorno al 1360, Konrad Schmid, maestro del locale movimento dei flagellanti, si riteneva la reincarnazione di Federico II o del profeta Enoch, e chiedeva l'abolizione di ogni autorità ecclesiastica. Morì sul rogo nel 1369.

## Nei secoli successivi
Nell'anno 1400 un'ondata di penitenti e flagellanti attraversò l'Emilia e la Romagna, procedendo da Modena verso Forlì. Qui, raccontano le cronache, arrivarono in 20.000, ma poi, a causa di una pestilenza che aveva assalito il corteo, il movimento si dissolse, lasciando dietro di sé numerosi morti.

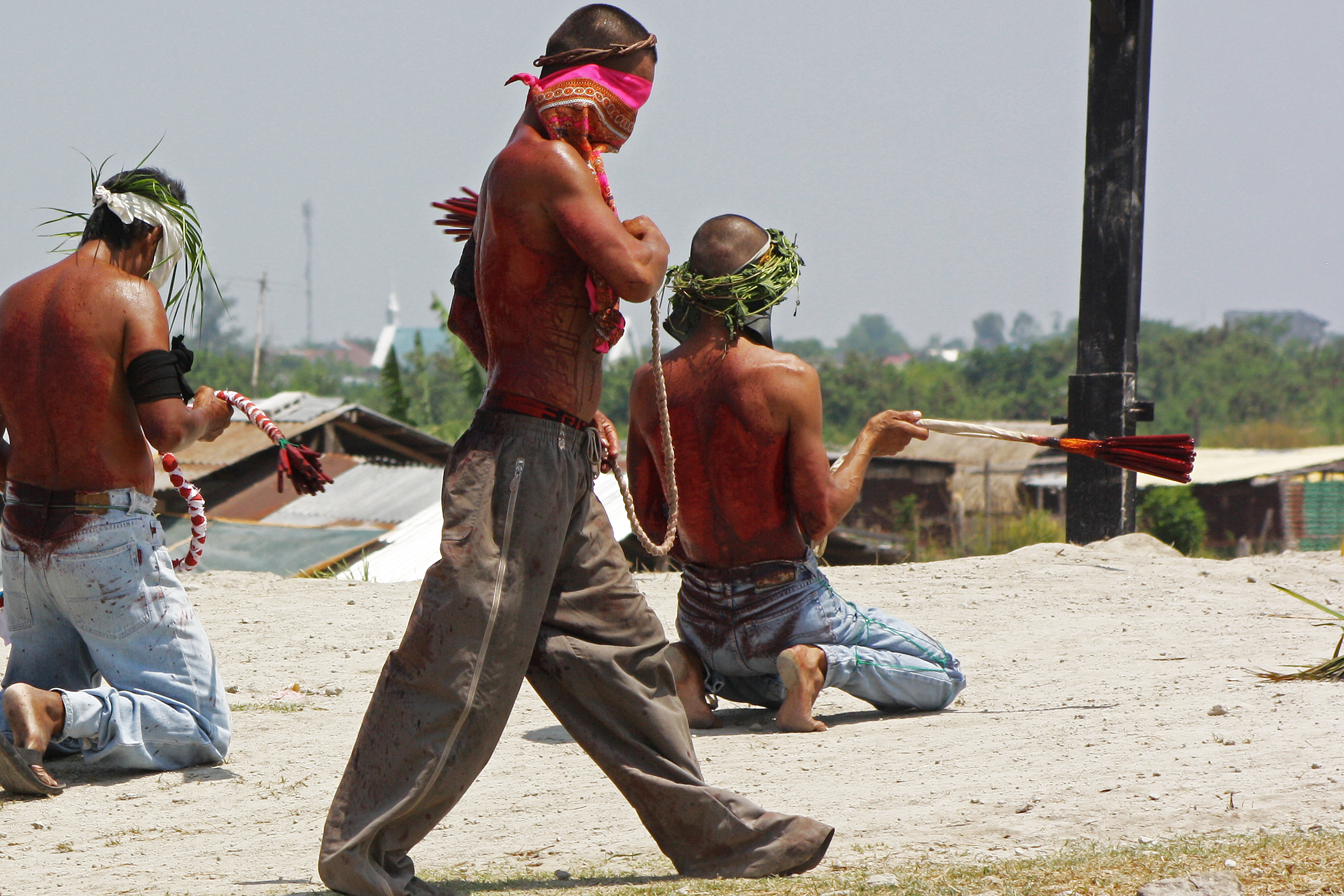
Flagellanti osservano il Venerdì santo nelle Filippine

Anche a causa di notizie come questa, nel 1417 il concilio di Costanza rinnovò il divieto. Nei secoli successivi, movimenti simili sorsero nuovamente in Francia e Spagna.

## Ai giorni nostri
In Italia, l'autoflagellazione in pubblico è praticata ancora in occasione delle processioni dei Vattienti a Nocera Terinese (CZ), dei battenti a Verbicaro (CS), dei Battenti a Guardia Sanframondi (BN) e dei Flagellanti a San Lorenzo Maggiore (BN).
Attualmente alcune città in Italia ed in Spagna continuano, in determinate festività, a praticare questa forma di religiosità; negli ultimi tempi l'autoflagellazione è diventata molto popolare nelle Filippine: i flagellanti filippini, oltre che a frustarsi, portano croci di legno e strisciano sul terreno ruvido; l'autoflagellazione nelle Filippine non è sempre un atto di penitenza: a volte può essere un'espressione di gratitudine per i favori ottenuti o per onorare delle promesse.

## Altre forme di flagellazione religiosa
La flagellazione era una pratica religiosa piuttosto diffusa anche in molte religioni del mondo antico, come per esempio il culto egiziano di Iside o i misteri dionisiaci. Anche durante le feste romane dei lupercalia si usava fustigare le donne per favorire la fertilità. Oggi si pratica nell'Islam sciita nelle celebrazioni di Ashura e Tatbir.